# Fons Watteeuw
Alfons (Fons) Watteeuw (Brugge, 5 september 1929 - aldaar, 1 april 2014) was een Belgisch ondernemer, bestuurder en politicus voor de CVP.

## Levensloop
Na zijn studies richtte hij in 1949 het tandwiel-bedrijfje 'Mechanische Constructie Watteeuw' (MCW) op in een landelijke schuur dat zou uitgroeien tot de multinational Industrial Gears Watteeuw (IGW), het bedrijf maakt heden deel uit van de BMT-groep.
Van 1983 tot 1991 was hij voorzitter van het Nationaal Christelijk Middenstandsverbond (NCMV). Hij volgde in deze hoedanigheid Paul Akkermans op, zelf werd hij opgevolgd door Petrus Thys. Daarnaast was hij in diezelfde periode voorzitter van de raad van bestuur van de Sociale Verzekeringskas voor Middenstand en Beroepen (SVMB). Bij de gemeenteraadsverkiezingen van 1982 in Brugge werd hij door de CVP uitgespeeld als lijsttrekker. Hij werd verkozen, maar kon niet beletten dat de CVP in de oppositie bleef. Na twee jaar nam hij ontslag als gemeenteraadslid.
Hij was gehuwd en vader van vijf kinderen. De uitvaartplechtigheid vond plaats in de Maria Assumptakerk te Assebroek.